# Толбузин, Аркадий Николаевич
Аркадий Николаевич Толбузин (1 августа 1920, Москва — 24 марта 1972, там же) — советский актёр театра и кино, кинорежиссёр, сценарист. Заслуженный артист РСФСР (1954)

## Биография
Родился в Москве. Мать Зинаида Александровна работала старшим бухгалтером Центрстройпроекта, а отец Николай Аркадьевич — главным инженером Союзтранса и инженером-испытателем автосаней.
В 1938 отец скоропостижно скончался, а сам Аркадий был арестован, осуждён по статье 169 УК РСФСР (мошенничество) и выслан в Медвежьегорск — небольшой городок в Карелии. Здесь Толбузин работал на автобазе, а затем попробовал свои силы в качестве актёра в театре Беломорско-Балтийского комбината. Там же он начал учиться в филиале Петрозаводского театрального техникума, который окончил в 1940 году. Поступил на службу в Петрозаводский драматический театр, где играл Яичницу в «Женитьбе» и Ляпкина-Тяпкина в «Ревизоре» Гоголя, Фердинанда в «Коварстве и любви» Шиллера и т. д.
С началом войны в июне 1941 года он добровольцем ушёл на фронт. Служил музыкантом музыкального взвода, старшиной роты, командиром взвода противотанковых ружей. Был ранен и контужен. Организовывал концерты самодеятельности. Награждён орденом Красной Звезды и медалью «За отвагу». Демобилизовался в 1945 году.
По другим данным, с началом Великой Отечественной войны Толбузин вместе с театром эвакуировался в Беломорск, где в январе 1942 года перешёл в местный театр музыкальной комедии. И только 5 мая 1942 года добровольцем отправился на фронт. Сначала он руководил концертной бригадой 34 запасного стрелкового полка; затем, в марте 1944-го, был переведён в 192-ю стрелковую Оршано-Хинганскую краснознамённую дивизию. Воевал там в качестве командира взвода противотанковых ружей и параллельно возглавлял дивизионный ансамбль. Был ранен и контужен. Летом 1945 служил на Дальнем Востоке, демобилизовался 1 ноября 1945 года.
После демобилизации вернулся в Москву и работал руководителем художественной самодеятельности Военно-финансового училища и Военно-педагогического института РККА. В дальнейшем служил в Театре миниатюр Московский областной филармонии.
С 1947 года работал в Центральном театре транспорта, с 1960 года — в Театре-студии киноактёра. В 1950 году дебютировал в кино (сыграл капитана-лейтенанта Орлова в остросюжетной ленте «В мирные дни»). И впоследствии часто воплощал на экране военных.
Привлекался к дублированию зарубежных фильмов: «Колдунья», «Спартак», «Маленький купальщик», «Замороженный», «Анжелика — маркиза ангелов» и др.
В 1954 году Толбузину было присвоено звание Заслуженного артиста РСФСР.
В марте 1972 года умер после второго инфаркта.

Могила на Ваганьковском кладбище

Похоронен на Ваганьковском кладбище (12 уч.).
Супруга — актриса Зоя Земнухова — пережила его на 45 лет.

## Признание и награды
- Заслуженный артист РСФСР (1954).

## Фильмография

### Актёрские работы
- 1950 — В мирные дни — капитан-лейтенант Орлов, помощник командира
- 1953 — Вихри враждебные — Егорыч
- 1954 — Кортик — комиссар Полевой
- 1955 — Пути и судьбы — Костенко
- 1956 — Она вас любит! — Фролов
- 1956 — Мальва — приказчик
- 1958 — Смена начинается в шесть — Алексей Железняк
- 1961 — Сердце не прощает — Степан Топилин
- 1962 — Капитаны голубой лагуны — капитан Лукьянов
- 1964 — Одиночество — Санфиров
- 1965 — Вниманию граждан и организаций — Орлов
- 1965 — Игра без правил — Сергей Петрович Леонтьев
- 1965 — Чёрный бизнес — Горский
- 1966 — Звонят, откройте дверь — музыкант
- 1966 — Туннель — генерал Верёвкин
- 1967 — Николай Бауман — Бережной
- 1967 — Стюардесса — навязчивый пассажир Агасфер
- 1968 — Один шанс из тысячи — полковник
- 1968 — Новые приключения неуловимых — полковник Кудасов
- 1968 — Путь в «Сатурн» — генерал Дробот
- 1968 — Конец «Сатурна» — генерал Дробот
- 1969 — Всадники революции — Агеев
- 1969 — Мосты через забвение — мужчина
- 1970 — Один из нас — Виктор Александрович Степанов, изменник Родины, немецкий шпион
- 1971 — Город под липами — Чижов
- 1971 — Корона Российской империи, или Снова неуловимые — Кудасов
- 1971 — Тропой бескорыстной любви — Виктор, браконьер
- 1972 — Достояние республики — режиссёр

### Режиссёрские работы
- 1962 — Капитаны голубой лагуны (совместно с Александром Курочкиным)

### Сценарные работы
- 1962 — Капитаны голубой лагуны
- 1989 — Имя